# Mino-waraji

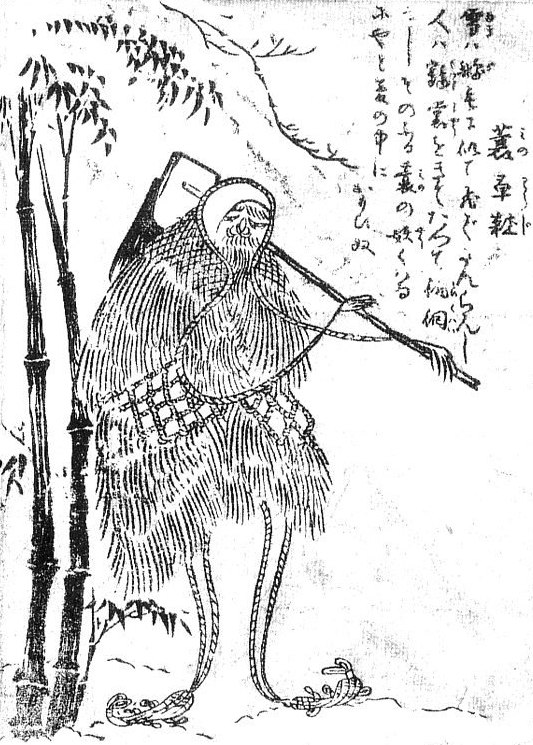
Der Mino-waraji, wie er in Sekiens Gazu Hyakki Tsuretsure Bukuro erscheint.

Ein Mino-waraji, (蓑草鞋; wörtlich „Strohmantel und Strohschuh“) ist ein fiktives Wesen aus der japanischen Folklore und gehört zur Yōkai-Gruppe der Tsukumogami. Er gilt als mürrisch, aber harmlos.

## Beschreibung
Der Mino-waraji soll als großer, aufrecht gehender Mino-Strohmantel erscheinen, der zwei Waraji als Füße benutzt, ein dritter Waraji dient ihm als Kopf. Er soll sich am Rande hoher Reisfelder oder in Bambushainen aufhalten. Manchmal soll er eine große Harke oder einen schmalen Rechen mit sich führen. Ein Mino-waraji soll dann entstehen, wenn dessen ehemaliger Besitzer, meist ein bescheidener Reisbauer, unglücklich starb und zu Lebzeiten viel Leid hatte erdulden müssen. Nun sei dessen Seele in seiner Staffur gefangen. Abweichende Anekdoten erzählen das krasse Gegenteil: In dem Mino-waraji hause eine übereifrige Seele, die auch nach dem Tod nicht von der Feldarbeit lassen könne.

## Hintergrund
In Japan bezeichnet das Wort mino (蓑) einen aus Reisstroh geflochtenen Mantel, wie er von Reisbauern bei der Arbeit, aber auch von Samurai auf Reisen getragen wurde. Das Wort waraji (蓑) beschreibt feste, aus Hanf- oder Ingwerfasern geflochtene Halbschuhe, die im Winter gerne über dicke Socken getragen wurden und als rutschfest galten.
Der Mino-waraji wird erstmals im Sammelwerk Gazu Hyakki Tsuretsure Bukuro (画図百鬼徒然袋; 100 Geister im Handgepäck) von Toriyama Sekien aus dem Jahr 1784 abgebildet und beschrieben. Sekien verweist in seinem Begleittext auf zwei interessante Quellen, die ihm offenbar als Inspiration gedient hatten: zum einen auf ein Gedicht des berühmten chinesischen Poeten Bai Juyi, das dieser um 840 n. Chr. verfasst hatte. Zum Zweiten verweist Sekien auf ein Nō-Stück mit dem Titel Hachinoki (鉢木; Bäume in Töpfen), das vermutlich von dem Nō-Künstler Zeami Motokiyo im frühen 15. Jahrhundert verfasst worden war und sich besonders während der Edo-Zeit großer Beliebtheit erfreute. Aus den Präfekturen Edo, Aichi und Gifu stammt der Aberglaube um besessene Mino und Sekien hatte gewiss davon gehört.